# Risultati di Karpov nei match per il titolo mondiale
| 1978            | 1 | 2 | 3 | 4 | 5 | 6 | 7 | 8 | 9 | 10 | 11 | 12 | 13 | 14 | 15 | 16 | 17 | 18 | 19 | 20 | 21 | 22 | 23 | 24 | 25 | 26 | 27 | 28 | 29 | 30 | 31 | 32 | Vittorie |
| --------------- | - | - | - | - | - | - | - | - | - | -- | -- | -- | -- | -- | -- | -- | -- | -- | -- | -- | -- | -- | -- | -- | -- | -- | -- | -- | -- | -- | -- | -- | -------- |
| Anatolij Karpov | ½ | ½ | ½ | ½ | ½ | ½ | ½ | 1 | ½ | ½  | 0  | ½  | 1  | 1  | ½  | ½  | 1  | ½  | ½  | ½  | 0  | ½  | ½  | ½  | ½  | ½  | 1  | 0  | 0  | ½  | 0  | 1  | 6 (16½)  |
| Viktor Korčnoi  | ½ | ½ | ½ | ½ | ½ | ½ | ½ | 0 | ½ | ½  | 1  | ½  | 0  | 0  | ½  | ½  | 0  | ½  | ½  | ½  | 1  | ½  | ½  | ½  | ½  | ½  | 0  | 1  | 1  | ½  | 1  | 0  | 5 (15½)  |
| 1981            | 1 | 2 | 3 | 4 | 5 | 6 | 7 | 8 | 9 | 10 | 11 | 12 | 13 | 14 | 15 | 16 | 17 | 18 | Vittorie |
| --------------- | - | - | - | - | - | - | - | - | - | -- | -- | -- | -- | -- | -- | -- | -- | -- | -------- |
| Anatolij Karpov | 1 | 1 | ½ | 1 | ½ | 0 | ½ | ½ | 1 | ½  | ½  | ½  | 0  | 1  | ½  | ½  | ½  | 1  | 6 (11)   |
| Viktor Korčnoi  | 0 | 0 | ½ | 0 | ½ | 1 | ½ | ½ | 0 | ½  | ½  | ½  | 1  | 0  | ½  | ½  | ½  | 0  | 2 (7)    |
| 1984            | 1 | 2 | 3 | 4 | 5 | 6 | 7 | 8 | 9 | 10 | 11 | 12 | 13 | 14 | 15 | 16 | 17 | 18 | 19 | 20 | 21 | 22 | 23 | 24 | 25 | 26 | 27 | 28 | 29 | 30 | 31 | 32 | 33 | 34 | 35 | 36 | 37 | 38 | 39 | 40 | 41 | 42 | 43 | 44 | 45 | 46 | 47 | 48 | Vittorie |
| --------------- | - | - | - | - | - | - | - | - | - | -- | -- | -- | -- | -- | -- | -- | -- | -- | -- | -- | -- | -- | -- | -- | -- | -- | -- | -- | -- | -- | -- | -- | -- | -- | -- | -- | -- | -- | -- | -- | -- | -- | -- | -- | -- | -- | -- | -- | -------- |
| Anatolij Karpov | ½ | ½ | 1 | ½ | ½ | 1 | 1 | ½ | 1 | ½  | ½  | ½  | ½  | ½  | ½  | ½  | ½  | ½  | ½  | ½  | ½  | ½  | ½  | ½  | ½  | ½  | 1  | ½  | ½  | ½  | ½  | 0  | ½  | ½  | ½  | ½  | ½  | ½  | ½  | ½  | ½  | ½  | ½  | ½  | ½  | ½  | 0  | 0  | 5 (25)   |
| Garri Kasparov  | ½ | ½ | 0 | ½ | ½ | 0 | 0 | ½ | 0 | ½  | ½  | ½  | ½  | ½  | ½  | ½  | ½  | ½  | ½  | ½  | ½  | ½  | ½  | ½  | ½  | ½  | 0  | ½  | ½  | ½  | ½  | 1  | ½  | ½  | ½  | ½  | ½  | ½  | ½  | ½  | ½  | ½  | ½  | ½  | ½  | ½  | 1  | 1  | 3 (23)   |
| 1985            | 1 | 2 | 3 | 4 | 5 | 6 | 7 | 8 | 9 | 10 | 11 | 12 | 13 | 14 | 15 | 16 | 17 | 18 | 19 | 20 | 21 | 22 | 23 | 24 | Totale |
| --------------- | - | - | - | - | - | - | - | - | - | -- | -- | -- | -- | -- | -- | -- | -- | -- | -- | -- | -- | -- | -- | -- | ------ |
| Anatolij Karpov | 0 | ½ | ½ | 1 | 1 | ½ | ½ | ½ | ½ | ½  | 0  | ½  | ½  | ½  | ½  | 0  | ½  | ½  | 0  | ½  | ½  | 1  | ½  | 0  | 11     |
| Garri Kasparov  | 1 | ½ | ½ | 0 | 0 | ½ | ½ | ½ | ½ | ½  | 1  | ½  | ½  | ½  | ½  | 1  | ½  | ½  | 1  | ½  | ½  | 0  | ½  | 1  | 13     |
| 1986            | 1 | 2 | 3 | 4 | 5 | 6 | 7 | 8 | 9 | 10 | 11 | 12 | 13 | 14 | 15 | 16 | 17 | 18 | 19 | 20 | 21 | 22 | 23 | 24 | Totale |
| --------------- | - | - | - | - | - | - | - | - | - | -- | -- | -- | -- | -- | -- | -- | -- | -- | -- | -- | -- | -- | -- | -- | ------ |
| Garri Kasparov  | ½ | ½ | ½ | 1 | 0 | ½ | ½ | 1 | ½ | ½  | ½  | ½  | ½  | 1  | ½  | 1  | 0  | 0  | 0  | ½  | ½  | 1  | ½  | ½  | 12½    |
| Anatolij Karpov | ½ | ½ | ½ | 0 | 1 | ½ | ½ | 0 | ½ | ½  | ½  | ½  | ½  | 0  | ½  | 0  | 1  | 1  | 1  | ½  | ½  | 0  | ½  | ½  | 11½    |
| 1987            | 1 | 2 | 3 | 4 | 5 | 6 | 7 | 8 | 9 | 10 | 11 | 12 | 13 | 14 | 15 | 16 | 17 | 18 | 19 | 20 | 21 | 22 | 23 | 24 | Totale |
| --------------- | - | - | - | - | - | - | - | - | - | -- | -- | -- | -- | -- | -- | -- | -- | -- | -- | -- | -- | -- | -- | -- | ------ |
| Garri Kasparov  | ½ | 0 | ½ | 1 | 0 | ½ | ½ | 1 | ½ | ½  | 1  | ½  | ½  | ½  | ½  | 0  | ½  | ½  | ½  | ½  | ½  | ½  | 0  | 1  | 12     |
| Anatolij Karpov | ½ | 1 | ½ | 0 | 1 | ½ | ½ | 0 | ½ | ½  | 0  | ½  | ½  | ½  | ½  | 1  | ½  | ½  | ½  | ½  | ½  | ½  | 1  | 0  | 12     |
| 1990            | 1 | 2 | !3 | 4 | 5 | 6 | 7 | 8 | 9 | 10 | 11 | 12 | 13 | 14 | 15 | 16 | 17 | 18 | 19 | 20 | 21 | 22 | 23 | 24 | Totale |
| --------------- | - | - | -- | - | - | - | - | - | - | -- | -- | -- | -- | -- | -- | -- | -- | -- | -- | -- | -- | -- | -- | -- | ------ |
| Garri Kasparov  | ½ | 1 | ½  | ½ | ½ | ½ | 0 | ½ | ½ | ½  | ½  | ½  | ½  | ½  | ½  | 1  | 0  | 1  | ½  | 1  | ½  | ½  | 0  | ½  | 12½    |
| Anatolij Karpov | ½ | 0 | ½  | ½ | ½ | ½ | 1 | ½ | ½ | ½  | ½  | ½  | ½  | ½  | ½  | 0  | 1  | 0  | ½  | 0  | ½  | ½  | 1  | ½  | 11½    |
| 1993            | 1 | 2 | 3 | 4 | 5 | 6 | 7 | 8 | 9 | 10 | 11 | 12 | 13 | 14 | 15 | 16 | 17 | 18 | 19 | 20 | 21 | Totale |
| --------------- | - | - | - | - | - | - | - | - | - | -- | -- | -- | -- | -- | -- | -- | -- | -- | -- | -- | -- | ------ |
| Anatolij Karpov | 1 | 0 | ½ | ½ | ½ | 1 | ½ | ½ | ½ | 1  | ½  | ½  | ½  | 1  | 1  | 1  | ½  | ½  | ½  | 0  | ½  | 12½    |
| Jan Timman      | 0 | 1 | ½ | ½ | ½ | 0 | ½ | ½ | ½ | 0  | ½  | ½  | ½  | 0  | 0  | 0  | ½  | ½  | ½  | 1  | ½  | 8½     |
| 1996            | 1 | 2 | 3 | 4 | 5 | 6 | 7 | 8 | 9 | 10 | 11 | 12 | 13 | 14 | 15 | 16 | 17 | 18 | Totale |
| --------------- | - | - | - | - | - | - | - | - | - | -- | -- | -- | -- | -- | -- | -- | -- | -- | ------ |
| Anatolij Karpov | 1 | 0 | ½ | 1 | ½ | 1 | 1 | ½ | 1 | 0  | ½  | ½  | ½  | 1  | ½  | 0  | ½  | ½  | 10½    |
| Gata Kamsky     | 0 | 1 | ½ | 0 | ½ | 0 | 0 | ½ | 0 | 1  | ½  | ½  | ½  | 0  | ½  | 1  | ½  | ½  | 7½     |
| 1998              | 1 | 2 | 3 | 4 | 5 | 6 | 7 | 8 | Totale |
| ----------------- | - | - | - | - | - | - | - | - | ------ |
| Anatolij Karpov   | 1 | 0 | ½ | 1 | ½ | 0 | 1 | 1 | 5      |
| Viswanathan Anand | 0 | 1 | ½ | 0 | ½ | 1 | 0 | 0 | 3      |